# Aladdin Sane Tour
(David Bowie, 1972)
L'Aladdin Sane Tour è il secondo tour del cantante inglese David Bowie, iniziato il 14 febbraio 1973 alla Radio City Music Hall di New York e concluso all'Hammersmith Odeon di Londra il 3 luglio dello stesso anno per un totale di 65 date e 87 concerti in 45 città. Ideale continuazione del precedente Ziggy Stardust Tour, lo show che David Bowie portò in giro fu soprattutto l'occasione per promuovere gli album The Rise and Fall of Ziggy Stardust and the Spiders from Mars, uscito nel giugno 1972, e Aladdin Sane, pubblicato il 13 aprile durante la tournée. Il nuovo progetto prevedeva la partenza negli Stati Uniti per proseguire in Giappone, Europa e tornare in America in autunno. In realtà il tour si sarebbe concluso nell'estate 1973 a Londra in circostanze del tutto inaspettate.

## Formazione
- David Bowie - voce, chitarra, armonica, sassofono
- Mick Ronson - chitarra, cori
- Trevor Bolder - basso
- Mick Woodmansey - batteria
- Mike Garson - tastiere
- John Hutchinson - chitarra ritmica, cori
- Brian Wilshaw - sassofono, flauto
- Ken Fordham - sassofono
- Geoffrey MacCormack - percussioni, cori

## Storia del tour
Il 25 gennaio 1973, subito dopo aver finito di registrare Aladdin Sane David Bowie salì a bordo della Queen Elizabeth 2 per un'altra traversata dell'Atlantico dopo quella del settembre 1972. Nel frattempo si era diffusa la notizia che per la nuova tournée agli Spiders from Mars si sarebbero aggiunti due sassofonisti che avevano suonato anche nell'album, Ken Fordham e Brian Wilshaw, oltre a Geoffrey MacCormack (alias Warren Peace) alle percussioni e ai cori. Ci fu anche il ritorno di John Hutchinson, l'ex collega di Bowie nei Feathers e nei Buzz, reclutato come chitarra ritmica in modo che il cantante potesse concentrarsi sulle sempre più impegnative performance acrobatiche e sui numerosi cambi di costume. Per il tour americano il gruppo di supporto sarebbero stati i Fumble, band inglese di rock and roll revival che David aveva visto suonare al The Old Grey Whistle Test e che aveva già utilizzato per l'apertura di alcuni recenti concerti in patria.
Rispetto allo Ziggy Stardust Tour dell'anno precedente, il completamento di Aladdin Sane portò diversi cambiamenti nella scaletta che arrivò ad includere tutte le canzoni del nuovo album tranne Lady Grinning Soul. Gli altri brani furono arrangiati in modo che avessero un suono più pieno rispetto al passato, compresa Space Oddity che non sarebbe più stata eseguita in versione acustica ma trasformata in un brano dalla produzione più importante. Anche se solo per i primi due concerti, fu inserita anche Soul Love in cui Bowie suonava anche il sassofono.
Ma quello che l'artista inglese ridefinì fu soprattutto il proprio comportamento sul palco. La fisicità di Bowie divenne sempre più esplicitamente "sessuata", perdendo via via le tracce di timidezza che avevano colpito il pubblico l'anno precedente. Durante il tour, inoltre, il cantante avrebbe ampiamente utilizzato una nuova serie di costumi creati dallo stilista giapponese Kansai Yamamoto (oltre a quelli di Freddi Burretti), che richiamavano le convenzioni del teatro kabuki nel quale i cambi di maschere e costumi indicano un mutamento di umore e personalità. Bowie iniziò a uniformare il suo abbigliamento alle canzoni, conferendogli significati impliciti che prima non esistevano, e il ritratto del personaggio schizofrenico di Aladdin Sane fu sottolineato da mimo e maschere. Naturalmente anche il look di David subì qualche modifica e con l'aiuto del truccatore Pierre La Roche la tipica acconciatura arruffata esibita durante lo Ziggy Stardust Tour divenne una lustra criniera leonina tinta di rosso scuro. L'uso di un lucidalabbra argentato, spesse strisce di eye liner e un lucido cerchio bianco nel centro della fronte completarono la "trasformazione" di Ziggy in Aladdin Sane.

### Stati Uniti (febbraio-marzo 1973)
(David Bowie, 1978)
Dopo l'arrivo a New York, dal 6 al 12 febbraio si tennero le prove agli RCA Studios e due giorni dopo il tour prese ufficialmente il via alla Radio City Music Hall, davanti ad un pubblico che per l'occasione vedeva la presenza di Andy Warhol, Truman Capote, Todd Rundgren, Bette Midler, Allen Ginsberg e Salvador Dalí.

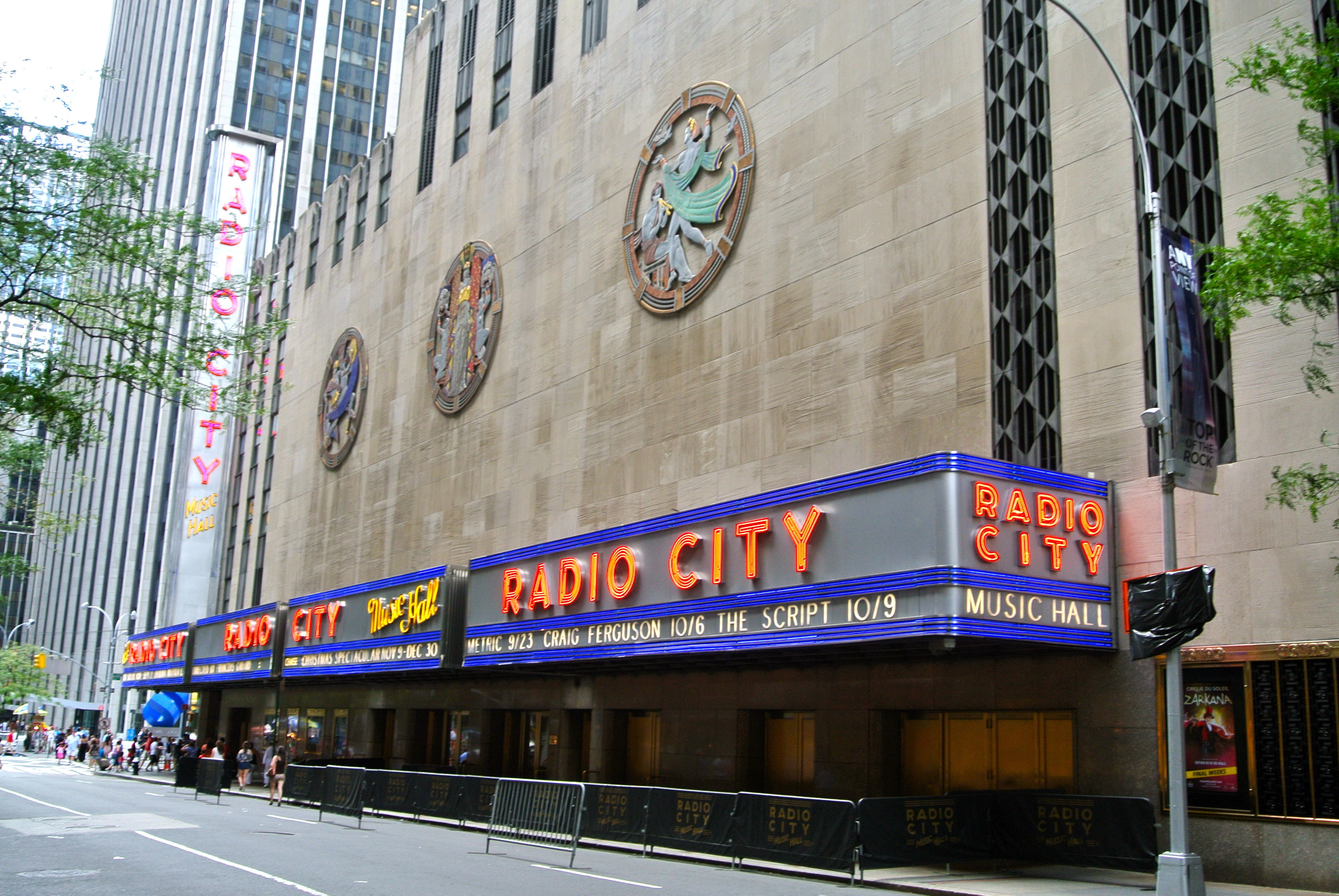
La Radio City Music Hall di New York nel 2012.

Il cantante fece un ingresso che lasciò tutti a bocca aperta, calandosi sul palco da un'altezza di venticinque metri rinchiuso in una gabbia di metallo. «L'auditorium gigante viene riempito dalla musica cibernetica scritta da Walter Carlos per Arancia meccanica», scrisse Stephen Davis su Rolling Stone, «un unico riflettore si apre su una serie di grandi sfere concentriche saldate in una gabbia e sospese 50 piedi sopra il palcoscenico, in mezzo al quale si staglia la figura di Bowie vestito di seta nera e argento». Verso la fine del concerto, dopo 21 canzoni e cinque cambi d'abito, a circa metà dell'ultimo bis di Rock 'n' Roll Suicide un fan si arrampicò dalle prime file, afferrò Bowie e gli scoccò un bacio sulla guancia. David reagì crollando svenuto sul pavimento. «Apparentemente ha risentito della tensione del tour ed è svenuto», scrisse Linda Solomon sul New York Times, «un'infermiera è stata frettolosamente chiamata e gli ha misurato la pressione. Gli è stato consigliato di riposare e da quanto è stato riferito ha dormito fino a mezzogiorno passato del giorno seguente». All'inizio i musicisti pensarono che volesse sfruttare la situazione e concludere lo spettacolo con un gesto sensazionale, ma quando dovettero trascinarlo giù dal palco incosciente capirono che era svenuto sul serio. «Fu tutta una questione di nervi», raccontò molti anni dopo, «ero assolutamente terrorizzato. E poi avevo un trucco fatto da Pierre La Roche... era magnifico ma aveva usato una polvere luccicante che mi era finita negli occhi. Avevo cantato senza praticamente vedere nulla».
Il New York Times sottolineò l'accoglienza entusiasta del pubblico americano: «La luminosa presenza di David Bowie alla Radio City Music Hall di New York ha fatto sì che anche una pioggia torrenziale non impedisse ad una folla da tutto esaurito di luccicanti freaks di affluire e crogiolarsi nello splendore di questa occasione». Allo stesso tempo evidenziò anche qualche aspetto negativo, come alcuni problemi relativi all'acustica e l'assolo di armonica di David in The Jean Genie: «Il pubblico è stato comprensivo perché quasi tutti amano Bowie, ma c'erano delle risatine udibili». Anche Stephen Davis non fu completamente entusiasta nella sua recensione su Rolling Stone: «Bowie si cala nel ruolo del cantante pop, una sorta di Anthony Newley ipertiroideo, passando poi ad ancheggiare in costumi sempre più striminziti... Canzoni che trattano i temi crudamente paranoici di Bowie, la morte da rockstar, l'imminente destino planetario e il suicidio, e che vengono trattate come piccoli pezzi di teatro, commediole recitate e interpretate piuttosto che cantate e suonate».
Nel concerto newyorchese e nella replica del giorno dopo la cover di My Death fu seguita da un breve intermezzo durante il quale veniva proiettato sullo sfondo un film "lisergico" sul modello di 2001: Odissea nello spazio, con immagini di stelle e galassie riprese a grande velocità, mentre in sottofondo risuonavano effetti sonori fantascientifici. In seguito questo intermezzo fu eliminato, così come My Death, fino ai due concerti finali di luglio all'Hammersmith Odeon di Londra.
Come a New York, anche i successivi concerti al Tower Theatre di Filadelfia registrarono il tutto esaurito. A Nashville e Memphis si ripresentò tuttavia il problema dell'omofobia già emerso durante lo Ziggy Stardust Tour. Il cantante ricevette delle minacce anonime, il Press-Scimitar riferì che il pubblico di Memphis aveva dimostrato una "strana e in qualche modo sconcertante" attrazione per Bowie mentre il Nashville Tennessean ammise: «Bowie non è affatto male come musicista rock, se lo si può considerare tale». I problemi continuarono anche dopo il concerto del 3 marzo alla Aragon Ballroom di Chicago. Nonostante la guardia del corpo il cantante venne aggredito mentre ballava con Freddi Burretti al Rainbow Grill Bar (un uomo lo chiamò "punk" e gli tirò un pugno) e l'incidente limitò i suoi movimenti per il resto del tour americano. Dopo lo show finale del 12 marzo all'Hollywood Palladium di Los Angeles Bowie si imbarcò sulla SS Oronsay per solcare il Pacifico diretto in Giappone.

#### Date
| Data     | Paese                 | Città            | Luogo                      |
| -------- | --------------------- | ---------------- | -------------------------- |
| 14/02/73 | Stati Uniti d'America | New York (NY)    | Radio City Music Hall      |
| 15/02/73 | Stati Uniti d'America | New York (NY)    | Radio City Music Hall      |
| 16/02/73 | Stati Uniti d'America | Filadelfia (PA)  | Tower Theater (8 concerti) |
| 17/02/73 | Stati Uniti d'America | Filadelfia (PA)  | Tower Theater (8 concerti) |
| 18/02/73 | Stati Uniti d'America | Filadelfia (PA)  | Tower Theater (8 concerti) |
| 19/02/73 | Stati Uniti d'America | Filadelfia (PA)  | Tower Theater (8 concerti) |
| 20/02/73 | Stati Uniti d'America | Filadelfia (PA)  | Tower Theater (8 concerti) |
| 23/02/73 | Stati Uniti d'America | Nashville (TN)   | War Memorial Auditorium    |
| 26/02/73 | Stati Uniti d'America | Memphis (TN)     | Ellis Auditorium           |
| 27/02/73 | Stati Uniti d'America | Memphis (TN)     | Ellis Auditorium           |
| 01/03/73 | Stati Uniti d'America | Detroit (MI)     | Masonic Temple Auditorium  |
| 03/03/73 | Stati Uniti d'America | Chicago (IL)     | Aragon Ballroom            |
| 10/03/73 | Stati Uniti d'America | Los Angeles (CA) | Long Beach Arena           |
| 11/03/73 | Stati Uniti d'America | Los Angeles (CA) | Long Beach Arena           |
| 12/03/73 | Stati Uniti d'America | Los Angeles (CA) | Hollywood Palladium        |

#### Repertorio
Testo e musiche di David Bowie, tranne dove indicato.
Da Space Oddity
- Space Oddity

Da The Man Who Sold the World
- The Width of a Circle
- The Supermen

Da Hunky Dory
- Changes

Da The Rise and Fall of Ziggy Stardust and the Spiders from Mars
- Five Years
- Soul Love
- Moonage Daydream
- Hang On to Yourself
- Ziggy Stardust
- Suffragette City
- Rock 'n' Roll Suicide

Da Aladdin Sane
- Watch That Man
- Aladdin Sane
- Drive-In Saturday
- Panic in Detroit
- Cracked Actor
- Time
- The Prettiest Star
- Let's Spend the Night Together (Jagger/Richards)
- The Jean Genie

Altre canzoni
- John, I'm Only Dancing
- My Death (E. Blau, J. Brel, M. Shuman)

### Giappone (aprile 1973)
(David Bowie, 1978)
Bowie arrivò a Yokohama il 5 aprile e raggiunse quindi Tokyo, dove alloggiò all'Imperial Hotel e dove ricevette la visita di Kansai Yamamoto, lo stilista giapponese che aveva conosciuto a New York e che era stato incaricato di creare i costumi di scena sulla base del teatro Nō e del teatro kabuki. Tra questi c'erano un lungo vestito bianco decorato con ideogrammi, una tuta senza maniche ornata di frange lunghe fino ai piedi fatte di perline di vetro, una tuta in spandex a strisce colorate e un kimono multicolore sotto il quale David avrebbe dovuto indossare un sospensorio rosso. Per il tour giapponese anche gli Spiders adattarono il loro look e Trevor Bolder si legò i capelli sulla testa in stile samurai. La scaletta fu rivista per l'occasione con la riduzione dei brani tratti da Aladdin Sane e l'eliminazione dei set acustici. I 45 giri di Bowie stavano vendendo molto bene in Giappone così come The Rise and Fall of Ziggy Stardust and the Spiders from Mars (che sarebbe rimasto in classifica per più di due anni) e il cantante risultò incredibilmente popolare presso la cultura giapponese contemporanea, in parte grazie al suo approccio teatrale alla musica rock. Per questo motivo venne accettato anche dal governo che lo considerava "consigliabile", al contrario dei Rolling Stones il cui tour era stato annullato a causa dei problemi con la droga. Prima dell'arrivo a Tokyo, un enorme manifesto di David 20 metri per 30 venne appeso fuori da un edificio, risultando in questo periodo il più grande foto-manifesto del mondo. Il tour fu anche l'occasione per visitare il Giappone, assistere a sfilate di moda e al teatro tradizionale e diede a Bowie la possibilità di incontrare Bandō Tamasaburō V, una delle più famose stelle kabuki che gli fornì alcuni consigli sul make-up.

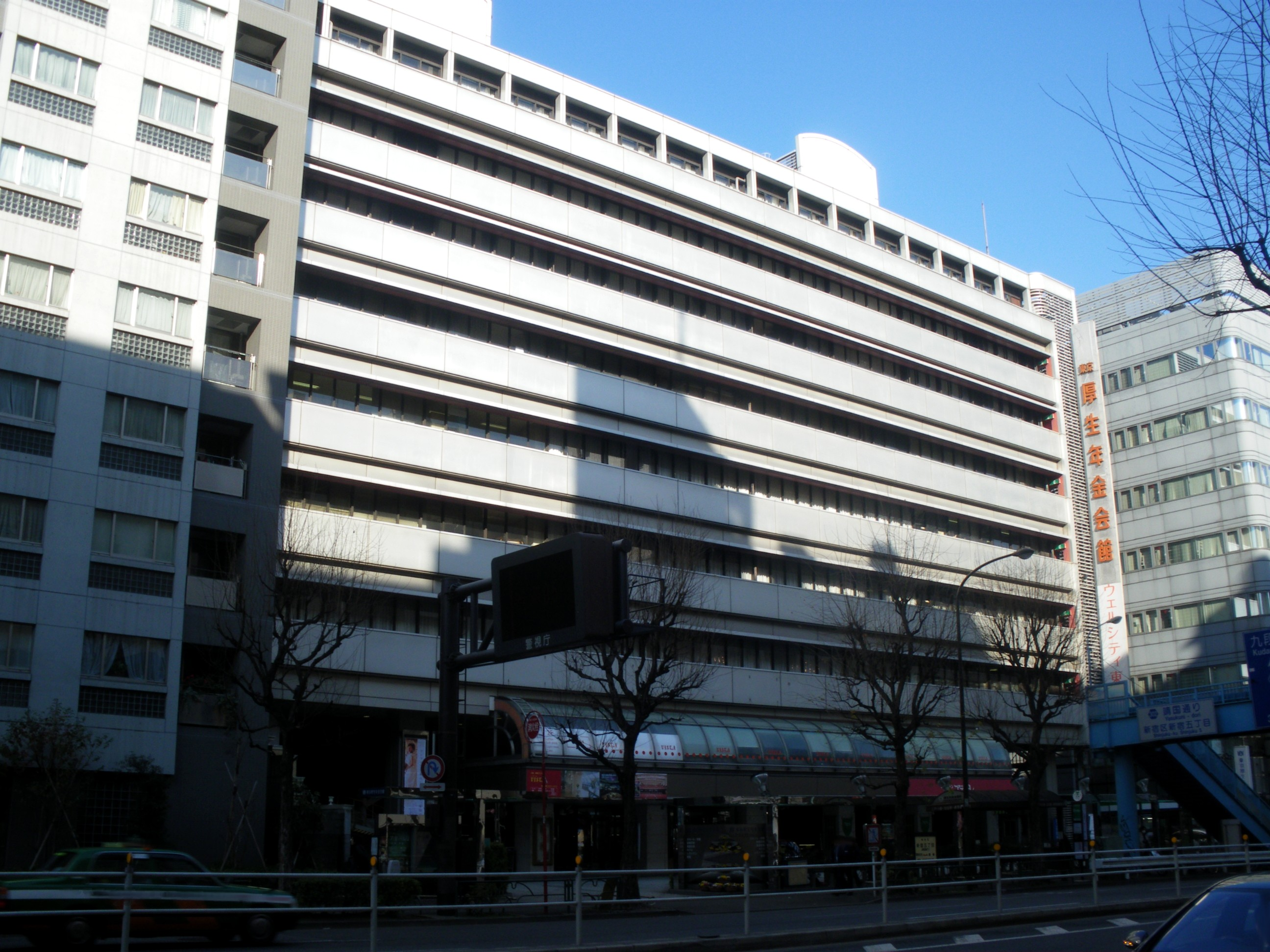
Il Kōsei Nenkin Kaikan di Tokyo, sede dei primi tre concerti giapponesi di Bowie.

Dall'8 all'11 aprile Bowie e gli Spiders tennero tre spettacoli al Kōsei Nenkin Kaikan, tutti sold out con largo anticipo, ricevendo un'accoglienza selvaggia da un pubblico affamato di rock. Decine di poliziotti tenevano d'occhio quello che accadeva nelle prime file e rimettevano al loro posto quelli che si arrampicavano sul palco. Il cantante raccontò in seguito che si trovarono davanti «un pubblico che non avrebbe dovuto capire una parola di quello che dicevamo, anche se dal punto di vista fisico questo mi stimolò molto. Riuscii a mettere in moto le mani e il corpo, completamente. Avrei anche potuto non cantare». In un'altra occasione si fece male dopo un salto da un altoparlante e dovette eseguire il successivo concerto seduto. Mike Garson ricordava: «Ho pensato, questo ragazzo crede di poter volare... è un ragazzo abbastanza "gommoso", ma sapevo che era troppo alto. È volato dietro al mio pianoforte... ha finito lo spettacolo, ma era dolorante e la sera successiva si è esibito da una sedia...» Il successo fu immediato e il Japan Times lo definì «la cosa più eccitante successa dalla separazione dei Beatles, dal punto di vista teatrale è forse l'artista più interessante in assoluto nella musica pop».
Dopo i concerti di Nagoya, Hiroshima, Kōbe e Osaka, il 18 e il 20 aprile il tour giapponese finì a Tokyo dov'era iniziato. Durante lo show conclusivo al Kokaido di Shibuya il pubblico invase il palco provocando il crollo di una fila di poltrone, fortunatamente senza feriti. Il concerto finì con una specie di sommossa quando la polizia reagì in modo eccessivo all'entusiasmo dei fans e dopo un'ovazione di 15 minuti Bowie fu "costretto" a fare tre bis di Round and Round. A causa di un malinteso con gli organizzatori riguardo l'autobus che avrebbe dovuto portarli via dal concerto, cantante e entourage furono infine costretti a rifugiarsi nel camerino per sfuggire dagli ammiratori.
Il giorno dopo Bowie lasciò il Giappone in traghetto diretto in Russia, insieme a Geoffrey McCormack e al giornalista statunitense Bob Musel che in seguito raccontò come il cantante avesse intrattenuto gli altri passeggeri improvvisando un mini-concerto acustico nel suo scompartimento con brani come Amsterdam e Space Oddity. Il tour nipponico aveva rappresentato un cambiamento stimolante per David e molti aspetti della cultura giapponese avevano esercitato su di lui una grande influenza: «È stata una grande esperienza, li ho trovati assolutamente affascinanti» raccontò in seguito, «in particolare nei villaggi e nelle periferie, un sacco di danze rituali molto strane che non avevo mai visto prima. Molte di loro erano legate allo Shintoismo».
Mentre il gruppo tornava a Londra in aereo David si imbarcò per un viaggio in nave per arrivare a Vladivostok, a causa della sua nota aviofobia, dopodiché affrontò la Transiberiana diretto a Mosca per intraprendere un viaggio di quasi diecimila chilometri. Da Mosca prese l'Orient Express verso Parigi, dove arrivò due giorni dopo e dove ebbe l'occasione di passare una serata con Jacques Brel, dal cui repertorio aveva attinto sin dai tempi dei Turquoise nel 1968. Raggiunta Boulogne in traghetto, con riluttanza attraversò la Manica in un hovercraft: «Non posso farlo... vola, è la morte... per la prima volta in due anni dovrò lasciare la terra...» confessò al giornalista Roy Hollingworth di Melody Maker che seguì il ritorno in patria. Durante il viaggio in treno per Londra Bowie tornò sull'influenza esercitata dal tour giapponese: «Sono passato attraverso molti cambiamenti. È accaduto tutto sulla strada del ritorno dal Giappone... Ho visto la vita, e penso di sapere chi controlla questo dannato mondo. E dopo ciò che ho visto dello stato di questo mondo, non sono mai stato così spaventato nella mia vita». Ad una domanda sul prossimo lungo tour in patria rispose: «Ho deciso di fare un così grande tour per diverse ragioni. Una è che non sono troppo sicuro su quando potrò salire ancora sul palco nel Regno Unito. Potrebbe essere uno dei miei ultimi tour per un tempo molto lungo dato che potrei concentrarmi sui film in futuro, così ho pensato che questa sarebbe una buona occasione per tutti i miei fan per vedermi». Le sue parole si sarebbero rivelate profetiche per ciò che doveva accadere i primi di luglio.

#### Date
| Data     | Paese    | Città     | Luogo                        |
| -------- | -------- | --------- | ---------------------------- |
| 08/04/73 | Giappone | Tokyo     | Shinjuku Kosei Nenkin Kaikan |
| 10/04/73 | Giappone | Tokyo     | Shinjuku Kosei Nenkin Kaikan |
| 11/04/73 | Giappone | Tokyo     | Shinjuku Kosei Nenkin Kaikan |
| 12/04/73 | Giappone | Nagoya    | Kokusai Tenji Kaikan         |
| 14/04/73 | Giappone | Hiroshima | Yubin Chokin Kaikan          |
| 16/04/73 | Giappone | Kōbe      | Kokusai Kaikan               |
| 17/04/73 | Giappone | Osaka     | Kosei Nenkin Kaikan          |
| 18/04/73 | Giappone | Tokyo     | Shibuya Kokaido              |
| 20/04/73 | Giappone | Tokyo     | Shibuya Kokaido              |

#### Repertorio
Testo e musiche di David Bowie, tranne dove indicato.
Da Space Oddity
- Space Oddity

Da The Man Who Sold the World
- The Width of a Circle

Da Hunky Dory
- Changes

Da The Rise and Fall of Ziggy Stardust and the Spiders from Mars
- Five Years
- Moonage Daydream
- Starman
- Hang On to Yourself
- Ziggy Stardust
- Rock 'n' Roll Suicide

Da Aladdin Sane
- Watch That Man
- Time
- Let's Spend the Night Together (Jagger/Richards)
- The Jean Genie

Altre canzoni
- Round and Round (Chuck Berry)
- John, I'm Only Dancing

### Regno Unito (maggio-luglio 1973)
(David Bowie a proposito del discorso di addio del 3 luglio all'Hammersmith Odeon di Londra)
Tornato in patria Bowie scoprì di essere all'apice della popolarità: Aladdin Sane era in vetta alla classifica degli album e Drive-In Saturday al numero 3 in quella dei singoli. Centinaia di fan e paparazzi accolsero la star alla stazione di Charing Cross e la scena si sarebbe ripetuta per tutte le successive date del tour britannico, per gran parte delle quali i biglietti erano già esauriti. Come scrisse Roy Hollingworth su Melody Maker, «...è stato baciato, schiacciato, toccato e strattonato. I suoi capelli erano scapigliati, i suoi occhi agitati, la sua bocca aperta. L'immagine del terrore...». Il giorno dopo venne organizzato un party di ritorno a casa nella residenza di David a Haddon Hall al quale parteciparono vecchi amici come Tony Visconti, che non vedeva dalla pubblicazione di The Man Who Sold the World di tre anni prima, Lindsay Kemp e George Underwood. Ricordava Visconti nel 1976: «L'ho riconosciuto, ma non era proprio lo stesso David. Stava interpretando una parte, stava sicuramente recitando una parte, era Ziggy in quel momento».
Dall'8 all'11 maggio si tennero le prove al Central London Studio, durante le quali la scaletta fu nuovamente modificata. Furono messe da parte John, I'm Only Dancing e Starman e al loro posto furono introdotte la cover di White Light/White Heat e un paio di medley: il primo comprendeva estratti da Quicksand, Life on Mars? e Memory of a Free Festival mentre il secondo includeva Wild Eyed Boy from Freecloud, All the Young Dudes e Oh! You Pretty Things.

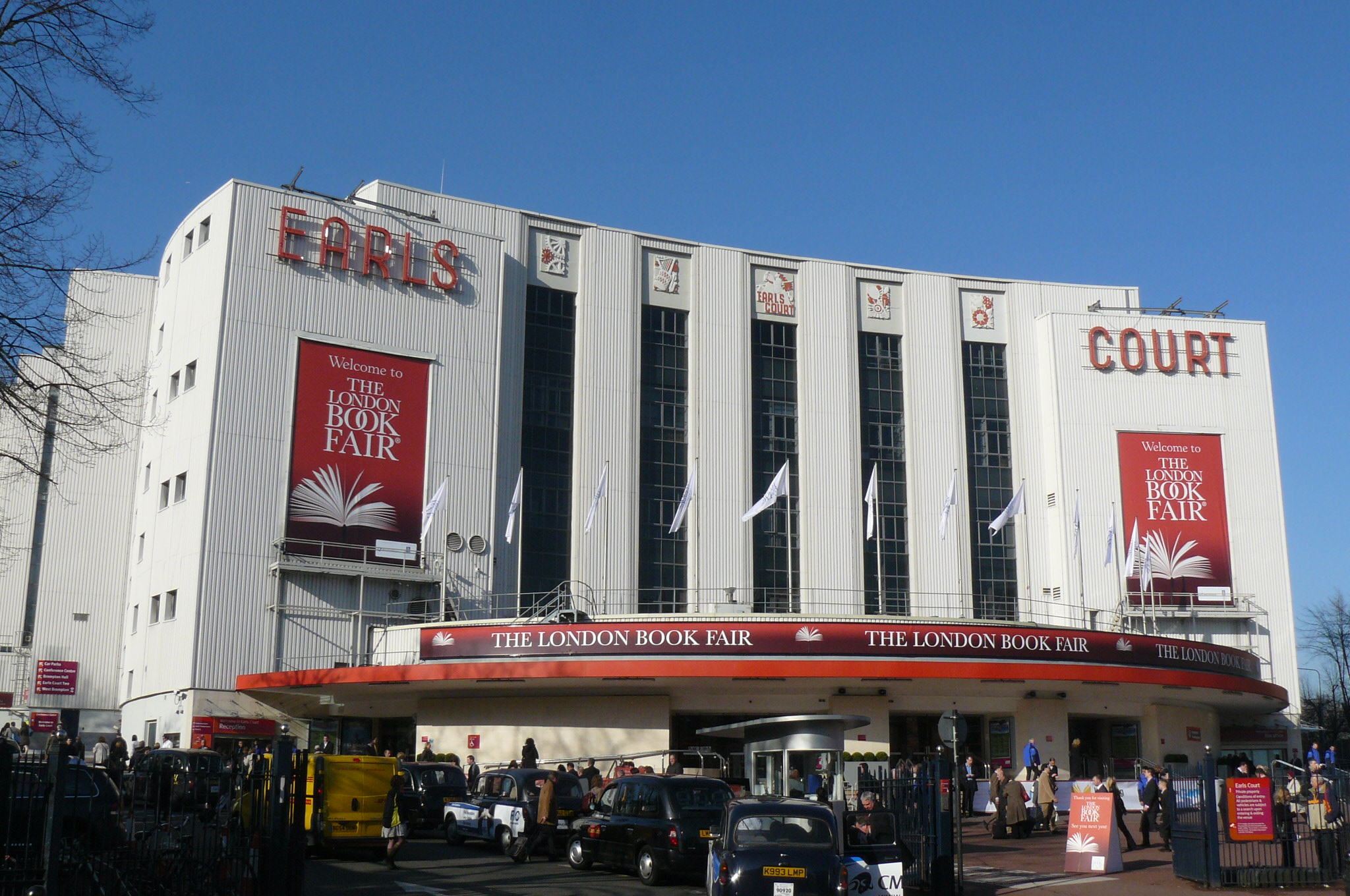
Il tour britannico di Bowie inizia, con molti problemi, alla Earls Court Arena di Londra.

Nonostante i favorevoli auspici il tour britannico ebbe un inizio disastroso. Per la prima data, fissata per il 12 maggio, Defries aveva affittato la Earls Court Arena che non aveva mai visto svolgersi un concerto rock e che poteva contenere 18.000 spettatori, il doppio rispetto ai locali in cui David suonava in questo periodo. L'acustica si rivelò scadente, i posti non erano sufficientemente allineati e il palco era a l livello del terreno. «Dei segnalati 18 mila presenti c'è da dubitare che più della metà siano stati in grado di vedere quello che stava succedendo sul palco», scriverà Nick Kent su New Musical Express, «ci chiedevamo come potevamo andare a recensire un concerto se non potevamo neanche vedere dov'era il palco». Dopo pochi minuti ci fu un assalto alle prime file e a metà concerto regnava ormai il caos: durante Space Oddity il gruppo abbandonò il palco per permettere che fosse ristabilito l'ordine. L'unica nota positiva fu la registrazione da parte di Mick Rock del videoclip di Life on Mars? durante le prove, che nella settimana conclusiva del tour sarebbe arrivata nella top ten.
Le scene di isteria si ripeterono nelle date successive e per venire incontro alle richieste il gruppo fu convinto dal manager Tony Defries a fare due concerti al giorno in diversi locali già fissati. A Dundee il cantante venne messo in salvo da una folla di ammiratori irruenti dalla sua guardia del corpo, mentre il 18 maggio, alla Greens Playhouse di Glasgow un'intera fila di posti a sedere venne strappata dai fan. «C'erano, credo, quattro coppie che facevano l'amore nell'ultima fila, il che era favoloso...», ricordava, «...da quello che ho sentito non era mai accaduto prima. C'era anche una fila intera di sedili fisicamente strappata dal pavimento...» Cinque giorni dopo si tennero due concerti al Dome di Brighton, dopo i quali Bowie venne bandito a causa degli atti vandalici dei fan.
Il 25 maggio la BBC registrò uno special di 12 minuti sul concerto ai Winter Gardens di Bournemouth, trasmesso qualche giorno dopo all'interno del programma Nationwide. Lo special seguiva David e gli Spiders dai preparativi del concerto fino alla ripartenza in limousine (con Bowie assalito da ammiratori isterici), incluse le esecuzioni di Watch That Man, Hang On to Yourself e Time. Il commento del giornalista Bernard Falk non rivelò un giudizio esattamente positivo del cantante, definito come «un ragazzo magro con un colorito pallido e capelli ocra, con uno stile da teddy boy vecchio di 20 anni... un ex studente d'arte di Brixton che ha trasformato se stesso in un bizzarro mostro auto-costruito. È un segno di nostri tempi che un uomo con il volto dipinto e il rossetto debba ispirare ammirazione da un pubblico di ragazze tra i 14 e i 20 anni...». Il concerto previsto per il 2 giugno alla Leeds University venne cancellato sei ore prima, ancora per problemi di sicurezza, mentre il resto del mese vide la band impegnata in ben 36 concerti, alcuni dei quali aggiunti all'ultimo momento per far fronte alle richieste dei fans (o per sostituirne alcuni programmati e poi cancellati).
Dopo le due serate all'Hammersmith Odeon di Londra fissate per il 2 e il 3 luglio il programma di Tony Defries prevedeva un tour in Europa e in Canada e il ritorno negli Stati Uniti, con 38 concerti confermati a partire dal 1º settembre al Maple Leaf di Toronto fino ala conclusione a San Antonio in Texas il 31 ottobre. Defries sperava che il numero di concerti del nuovo tour americano si sarebbe esteso a settanta e lo stesso Bowie ad un certo punto parlava di continuare il tour anche nel 1974 ed includere la Cina e l'Unione Sovietica. Howard Bloom scrisse su Circus: «I costumi e gli effetti teatrali potrebbero superare qualsiasi cosa il pubblico rock americano abbia mai visto. Il direttore tecnico di David, Bob See, sta accarezzando l'idea di coprire una parte del palco con una gigantesca sfera di plastica a due strati. L'immissione di gas nella doppia parete della sfera farà sì che Bowie sembri diventare più grande o più piccolo, per farlo poi apparire di color cremisi, arancio o blu». Le cose in realtà non sarebbero andate secondo programma e l'ultimo concerto londinese avrebbe riservato una novità inaspettata.

#### L'ultimo concerto di Ziggy Stardust
Il concerto del 3 luglio all'Hammersmith Odeon, al quale assistettero star come Mick Jagger, Lou Reed e Ringo Starr, fu aperto da Mike Garson che per 15 minuti suonò al piano un medley di Space Oddity, Ziggy Stardust, John, I'm Only Dancing e Life on Mars?. «Il concerto all'Hammersmith è stato fenomenale» ha detto il pianista nel 1999, «comunque ero incazzato perché Tony Defries mi aveva fatto firmare qualcosa prima dello show. Credo di aver preso 52 dollari per quella serata, per la colonna sonora e i diritti del film e non mi sembrava giusto! Quello che la gente non sa è che ho aperto lo show con un assolo al pianoforte... ero spaventato a morte e così era anche Bowie. Mi ha detto nel backstage che quella sera era più spaventato per me che per lui!». La band e il pubblico erano a un livello altissimo di eccitazione: «C'era una fantastica atmosfera da ultima serata», racconterà molti anni dopo Mick Ronson, «un sacco di energia in circolazione». Verso la fine dello show ci fu anche l'apparizione di Jeff Beck, uno degli idoli di Ronson, che si unì al gruppo per contribuire ai bis di The Jean Genie (con un accenno a Love Me Do) e Round and Round. Quando Beck scese dal palco Bowie si fece avanti per parlare, ringraziò il gruppo e i roadies, fece una pausa interrotta da ripetute grida e continuò:
Nonostante gli increduli "No!" urlati dal pubblico che avevano sovrastato le sue ultime parole, Bowie fece segno a John Hutchinson di attaccare Rock 'n' Roll Suicide e si preparò a interpretare Ziggy per l'ultima volta. D'un tratto svanirono il soggiorno europeo e il successivo tour americano. «Non voglio più suonare dal vivo per un bel po'», avrebbe poi dichiarato nel backstage, «almeno per due o tre anni». I fan non furono i soli a rimanere sorpresi dato che neanche la band sapeva nulla della decisione. «Non avevo sentito molto bene, ma aveva detto qualcosa a proposito di ritirarsi dalle scene», riferì in seguito Hutchinson. «Tutti i componenti del gruppo si scambiavano delle occhiate e si chiedevano "Cosa?". Trevor e Woody furono quelli che la presero peggio perché si sentirono traditi». Lo stesso valeva per la RCA dal momento che un portavoce della casa discografica dichiarò alla rivista Music Scene: «Siamo stati sbalorditi come chiunque altro per l'annuncio. Certamente continuerà a registrare, gli piace ed è molto veloce».
La reazione fu spropositata. "Lacrime al commiato di Bowie" dichiarò l'Evening Standard, mentre Music Scene, i cui lettori avevano recentemente votato David come numero uno tra i cantanti, scrisse: «Il wonder boy ha scoppiato il vostro bel palloncino e la festa è veramente finita amici miei». Il New Musical Express (che ha inserito questo concerto all'11º posto nella Top 100 degli eventi rock) citò un comunicato stampa della MainMan che affermava che David lasciava per sempre il palcoscenico: «Gli enormi stadi di ottanta città canadesi e americane non potranno mai più ospitare tra le loro mura la magica essenza di un Aladdin Sane dal vivo».
Il giorno dopo l'ultimo concerto la MainMan organizzò un party al Café Royal di Regent Street, diventato noto come "l'ultima cena". La festa vide la partecipazione di tutte le celebrità che le telefoniste erano riuscite a mettere insieme: da Paul e Linda McCartney a Keith Moon, Tony Curtis, Dudley Moore, Cat Stevens, Ringo Starr, Mick e Bianca Jagger, Lou Reed, Barbra Streisand, Ryan O'Neil, Sonny Bono, Elliott Gould, Britt Ekland e il trio comico dei Goodies. L'accompagnamento musicale fu offerto da Dr. John mentre Mick Rock scattò una foto in cui David sembrava dare un bacio a Lou Reed. In realtà lo stesso Bowie ha smentito nel 1993 sul magazine Q: «Non lo sto baciando, se si guarda bene gli sto parlando all'orecchio e lui sta facendo altrettanto. Siamo piuttosto distanti, ma abbastanza vicini da far credere a un bacio, e la stampa lo fece passare come tale... No, credo che Lou Reed sia l'ultima persona al mondo che vorrei baciare.» Al party erano presenti anche Mick Ronson e Mick Woodmansey (che secondo alcune testimonianze trascorse la serata cercando di capire se aveva ancora un posto di lavoro come batterista di Bowie...) mentre Trevor Bolder disertò la festa, deluso dall'inaspettata rivelazione della sera precedente.
Lo stesso giorno il Record Mirror confermava l'annullamento del tour americano, citando anche una dichiarazione del portavoce della RCA secondo cui David sarebbe andato in Francia per completare il suo album e poi in Italia, probabilmente per girare un film. Ma se le riviste musicali sottolineavano il ritiro dalle scene cominciava a trapelare la notizia che in realtà non avrebbe riguardato il cantante bensì Ziggy e gli Spiders, anche se ci vollero settimane per chiarire questo aspetto.
Comprensibilmente i membri della band si sentivano traditi dal momento che, a differenza di Mick Ronson, non erano stati informati prima dell'addio alle scene. Il chitarrista è tornato sull'argomento nel 1987: «Si era parlato del ritiro di David un paio di mesi prima, all'inizio del tour britannico... tutto lasciava presagire che lo show all'Hammersmith sarebbe stato l'ultimo. Alla fine fu quasi a una decisione dell'ultimo minuto. Così Woody e Trevor non ne sapeva nulla fino a quando è effettivamente accaduto... credo che nessuno volesse dirlo a Woody, nel caso in cui potesse decidere di non presentarsi!». Effettivamente Woodmansey venne informato dalla MainMan solo il giorno del suo matrimonio (quasi una settimana dopo) che i suoi servizi non erano necessari per l'imminente registrazione di Pin Ups. Ricordava Mike Garson nel 1986: «Woody era devastato. Questa era la sua vita e pensava di raggiungere il top con David».
Anche se alcune testimonianze hanno alimentato l'interpretazione romantica del ritiro di Bowie/Ziggy (l'artista ossessionato dalla sua creatura e che si sente costretto a distruggerla sul palco prima di diventarne vittima lui stesso), esistevano altre motivazioni che potrebbero aver reso appropriata la "morte" di Ziggy Stardust. All'epoca esistevano molti dubbi sulla riuscita del previsto terzo tour americano, dopo che i precedenti avevano fatto perdere alla RCA qualcosa come trecentomila dollari a causa delle spese eccessive, e anche il rapporto di David con il gruppo si stava deteriorando. A febbraio erano venute alla luce le enormi differenze negli stipendi tra i vari musicisti e due anni dopo Mick Ronson avrebbe ammesso che le esperienze in America «influenzarono molto negativamente il gruppo, c'era un'atmosfera pessima». Nel 1987 ha confermato: «C'è stato un periodo in cui venivamo pagati parecchio alla settimana più le spese. Poi c'è stato il periodo in cui tutti chiedevamo molto di più, c'erano delle cattive sensazioni e penso che è lì che tutto è cominciato ad andare alla deriva...»
L'Aladdin Sane Tour sarebbe quindi stato il secondo e ultimo tour di David Bowie insieme agli Spiders from Mars. Dopo l'appendice di ottobre del 1980 Floor Show al Marquee Club di Londra in cui la band portò in scena una specie di breve "resurrezione" di Ziggy per la gioia dei fans (con Aynsley Dunbar al posto di Woodmansey), Bowie si preparò per un altro cambiamento radicale della sua vita artistica.

#### Date
| Data     | Paese       | Città                   | Luogo                          |
| -------- | ----------- | ----------------------- | ------------------------------ |
| 12/05/73 | Inghilterra | Londra                  | Earls Court Arena              |
| 16/05/73 | Scozia      | Aberdeen                | Music Hall (2 concerti)        |
| 17/05/73 | Scozia      | Dundee                  | Caird Hall                     |
| 18/05/73 | Scozia      | Glasgow                 | Green's Playhouse (2 concerti) |
| 19/05/73 | Scozia      | Edimburgo               | Empire Theatre (2 concerti)    |
| 21/05/73 | Inghilterra | Norwich                 | Theatre Royal (2 concerti)     |
| 22/05/73 | Inghilterra | Romford (Londra)        | Odeon                          |
| 23/05/73 | Inghilterra | Brighton                | Brighton Dome (2 concerti)     |
| 24/05/73 | Inghilterra | Lewisham (Londra)       | Odeon                          |
| 25/05/73 | Inghilterra | Bournemouth             | Winter Gardens                 |
| 27/05/73 | Inghilterra | Guildford               | Civic Hall (2 concerti)        |
| 28/05/73 | Inghilterra | Wolverhampton           | Civic Hall (2 concerti)        |
| 29/05/73 | Inghilterra | Hanley (Stoke-on-Trent) | Victoria Hall                  |
| 30/05/73 | Inghilterra | Oxford                  | New Theatre                    |
| 31/05/73 | Inghilterra | Blackburn               | King George's Hall             |
| 01/06/73 | Inghilterra | Bradford                | St. George's Hall              |
| 03/06/73 | Inghilterra | Coventry                | New Theatre                    |
| 04/06/73 | Inghilterra | Worcester               | Gaumont                        |
| 06/06/73 | Inghilterra | Sheffield               | City Hall                      |
| 07/06/73 | Inghilterra | Manchester              | Free Trade Hall (2 concerti)   |
| 08/06/73 | Inghilterra | Newcastle               | City Hall                      |
| 09/06/73 | Inghilterra | Preston                 | Guildhall                      |
| 10/06/73 | Inghilterra | Liverpool               | Empire Theatre (2 concerti)    |
| 11/06/73 | Inghilterra | Leicester               | De Montfort Hall               |
| 12/06/73 | Inghilterra | Chatham                 | Central Hall (2 concerti)      |
| 13/06/73 | Inghilterra | Kilburn                 | Gaumont                        |
| 14/06/73 | Inghilterra | Salisbury               | City Hall                      |
| 15/06/73 | Inghilterra | Taunton                 | Odeon (2 concerti)             |
| 16/06/73 | Inghilterra | Torquay                 | Town Hall (2 concerti)         |
| 18/06/73 | Inghilterra | Bristol                 | Colston Hall (2 concerti)      |
| 19/06/73 | Inghilterra | Southampton             | Guildhall                      |
| 21/06/73 | Inghilterra | Birmingham              | Town Hall (4 concerti)         |
| 22/06/73 | Inghilterra | Birmingham              | Town Hall (4 concerti)         |
| 24/06/73 | Inghilterra | Croydon                 | Fairfield Halls (2 concerti)   |
| 25/06/73 | Inghilterra | Oxford                  | New Theatre (4 concerti)       |
| 26/06/73 | Inghilterra | Oxford                  | New Theatre (4 concerti)       |
| 27/06/73 | Inghilterra | Doncaster               | Top Rank                       |
| 28/06/73 | Inghilterra | Bridlington             | Royal Spa Pavilion             |
| 29/06/73 | Inghilterra | Leeds                   | Rolarena (2 concerti)          |
| 02/07/73 | Inghilterra | Londra                  | Hammersmith Odeon              |
| 03/07/73 | Inghilterra | Londra                  | Hammersmith Odeon              |

#### Repertorio
Testo e musiche di David Bowie, tranne dove indicato.
Da Space Oddity
- Space Oddity
- Wild Eyed Boy from Freecloud (medley con All the Young Dudes e Oh! You Pretty Things)
- Memory of a Free Festival (medley con Quicksand e Life on Mars?)

Da The Man Who Sold the World
- The Width of a Circle

Da Hunky Dory
- Changes
- Oh! You Pretty Things (medley con Wild Eyed Boy from Freecloud e All the Young Dudes)
- Life on Mars? (medley con Quicksand e Memory of a Free Festival)
- Quicksand (medley con Life on Mars? e Memory of a Free Festival)

Da The Rise and Fall of Ziggy Stardust and the Spiders from Mars
- Moonage Daydream
- Hang On to Yourself
- Ziggy Stardust
- Suffragette City
- Rock 'n' Roll Suicide

Da Aladdin Sane
- Watch That Man
- Aladdin Sane
- Drive-In Saturday
- Panic In Detroit
- Cracked Actor
- Time
- The Prettiest Star
- Let's Spend the Night Together (Jagger/Richards)
- The Jean Genie (medley con Over Under Sideways Down (The Yardbirds) e Love Me Do (Lennon/McCartney) nel concerto del 3 luglio 1973)

Altre canzoni
- Round and Round (Chuck Berry)
- All the Young Dudes (medley con Wild Eyed Boy from Freecloud e Oh! You Pretty Things)
- White Light/White Heat (Lou Reed)
- My Death (E. Blau, J. Brel, M. Shuman)

## Discografia
L'unica testimonianza ufficiale dell'Aladdin Sane Tour rimane Ziggy Stardust - The Motion Picture, registrato all'Hammersmith Odeon di Londra il 3 luglio 1973 durante l'ultima data del tour e distribuito nell'ottobre 1983 dalla RCA. Tra le registrazioni non ufficiali che testimoniano alcuni dei principali concerti:
- St. Valentine's Day Massacre - New York, Radio City Music Hall, 14/2/73 (2 volumi)
- A Cat From London - Tokyo, Shibuya Kokaido, 20/4/73
- Earl's Court Disaster - Londra, Earls Court Arena, 12/5/73 (2 volumi)
- Hot Shit! - Glasgow, Green's Playhouse, 18/5/73 + Leicester, De Montfort Hall, 11/6/73
- His Master's Voice - Londra, Hammersmith Odeon, 3/7/73 (unico live che include il duetto con Jeff Beck)

## Videografia
Quello che sarebbe stato ricordato come l'ultimo concerto di Ziggy Stardust venne filmato dal regista americano D.A. Pennebaker, che effettuò alcune riprese anche davanti all'Hammersmith Odeon e nel camerino di David in cui si intravedono la moglie Angela e il truccatore Pierre La Roche, oltre a Melanie McDonald (fidanzata di Tony Defries) e Suzy Fussey (creatrice dell'acconciatura di Ziggy e future moglie di Mick Ronson). Il materiale, tagliato e montato, fu proiettato all'Edinburgh Film Festival il 31 agosto 1979 prima di scomparire dalla circolazione fino al novembre 1983 quando venne finalmente distribuito dalla 20th Century Fox, col titolo Ziggy Stardust and the Spiders from Mars, e reso disponibile per l'home video l'anno successivo. L'uscita in DVD è del 4 novembre 1998 e il 24 marzo 2003, in occasione del 30º anniversario è stata distribuita un'edizione rimasterizzata con contenuti extra, tra cui i commenti di Tony Visconti e del regista e il cosiddetto "Farewell Speech", il discorso pronunciato prima di Rock 'n' Roll Suicide con cui Bowie si congedava dal suo pubblico vestendo per l'ultima volta i panni del suo alter ego.
Riguardo all'assenza nel film del duetto di Bowie con Jeff Beck, Tony Visconti ha rivelato che prima della distribuzione del 1983 il chitarrista non era soddisfatto del suo assolo per cui gli fu consentito di ripeterlo «...per scoprire poi che l'obiezione di Beck riguardava in realtà i suoi pantaloni a zampa d'elefante e stava cercando un modo per farsi tagliare dal film!»